# Build a Bitch
«Build a Bitch» es el sencillo debut de la personalidad de redes sociales filipino-estadounidense  Bella Poarch, lanzado a través de la discografía Warner Records el 14 de mayo de 2021. Junto con el sencillo se lanzó un video musical adjunto.
Fue creada con Daniel Virgil Maisonneuve, el productor y compositor más conocido como Sub Urban. Poarch dice: 

Que la canción "tiene mucho significado para mi. Principalmente se trata de aceptarte a ti mismo y abrazar las imperfecciones y tus defectos. Existe una tremenda presión que la sociedad e Internet ejercen sobre las personas para que se vean perfectas o sean de cierta manera. Todo mi mensaje con «Build a Bitch» es que quiero que la gente se dé cuenta de que no tienes que ser perfecto. Y que está bien no serlo también. Quiero inspirar a las personas a sentirse cómodas en su propia piel y a permanezcan fieles a sí mismos pase lo que pase".

## Antecedentes y composición
Tras su éxito en las redes sociales, Poarch firmó un contrato con el sello discográfico Warner Records. "Siento que encontré a mi familia y parte de esa familia es el sello", dice Poarch acerca de firmar con Warner en un comunicado a Billboard. "Cuando busqué a algunos de los artistas que más significaban para mí musicalmente, como» Prince, Dua Lipa y Madonna, me di cuenta de que Warner también había ayudado a todas esas personas en el camino. Así que me siento muy honrada de tener una familia que me dio una oportunidad y cree en mí". Poarch agrega: "He estado cantando y escribiendo canciones toda mi vida, pero armar algo especial de esta manera y tener esta oportunidad es algo por lo que siempre estaré agradecido. Esto es solo el comienzo". Se dice que ofrece "su propia marca dinámica y diversa de pop oscuro".

### Producción
Realizada en colaboración con el productor y compositor Sub Urban, Poarch comparte que la pista se inspiró en el escrutinio directo que recibió en línea. «Build a Bitch» se trata de aceptarte a ti mismo por lo que eres en lugar de escuchar las ideas de otras personas sobre lo que debes hacer o cómo debes lucir. "Espero que ayude a las personas a sentirse más seguras y bien consigo mismas, y también les recuerde que no deben juzgar a nadie más", dice a través de un comunicado de prensa.  La portada de la canción fue realizada por el popular artista 'YaLocalOffgod'.

## Recepción crítica
Hattie Collins de Vogue dijo que la canción "demuestra tanto su talento musical innato como sus ambiciones como artista. Desmantelando hábilmente los estándares imposibles de belleza a los que estamos sometidos". Collins también señaló que la canción es "increíblemente" pegadiza y, "como era de esperar", un éxito en TikTok.

## Video musical
Un video musical dirigido visualmente por Andrew Donoho y dirigido creativamente por Sub Urban se estrenó junto con el sencillo. En el video, Poarch lidera una revolución contra una tienda donde los hombres literalmente pueden elegir características para crear a sus chicas ideales, similar a un Build-A-Bear Workshop, y termina quemando la tienda. El video musical incluyó cameos de Valkyrae, Mia Khalifa, Bretman Rock, Larray, ZHC, Dina, Rakhim y Sub Urban. Al 23 de mayo de 2021, tiene 250 millones de visitas, 9.3 millones de «me gusta» y 363 mil «no me gusta» en YouTube.

## Posicionamiento en listas
| Listas (2021)                         | Pico más alto |
| ------------------------------------- | ------------- |
| 34                                    | 34            |
| Nueva Zelanda (Recorded Music NZ)     | 6             |
| Suecia Heatseeker (Sverigetopplistan) | 19            |
| 37                                    | 37            |